# Dunbar (Virginia Occidentale)
Dunbar è un comune degli Stati Uniti d'America, nella contea di Kanawha nello Stato della Virginia Occidentale.